# 아프가니스탄 지원단
아프가니스탄 지역지원단(영어: Area Support Group - Afghanistan (ASG-A))은 주아프가니스탄 미군(USF-A)에 대한 숙소 제공, 세탁, 음식 서비스 공사와 생활활동의 질 등, 기지 생활을 지원하는 전투근무지원부대이다. 아프가니스탄 연합합동작전지역(CJOA-A) 안의 주둔군 약 3만 5천명을 지원하는 임무를 수행한다. 표어는 "Enabling Readiness".
2012년 2월 20일, 바그람 비행장이 주아프가니스탄 미군의 기지가 되었다. USF-A는 바그람 비행장의 운영을 지원할 부대인 "바그람 기지지원단"(영어: Base Support Group - Bragram (BSG))을 창설하였다.
2016년 10월 15일, 바그람 비행장에서 아프가니스탄 내의 모든 기지지원단을 통합 정리하는 기념식을 거행하였다. 부대는 바그람 기지지원단에서 아프가니스탄 지역지원단(ASG-A)으로 개편되었고, 바그람 이외에도 펜티(Fenty), 감비에리(Gambieri), 샤라브(Shorab), 드웨이어(Dwyer), 라이트닝(Lightning) 전방작전기지를 지원한다.

## 참고
1. ↑  Sgt. 1st Class Carlos Burger (2012년 2월 20일). “Making history: Bagram becomes garrison base” (영어). dvidshub. 11th Public Affairs Detachment. 2019년 3월 29일에 확인함.
2. ↑  Bob Harrison (2016년 10월 15일). “ASG Consolidates Base Support in Afghanistan”. U.S. Forces Afghanistan. 2019년 3월 30일에 확인함.
3. ↑  “Converted from Base Support Group-Bagram (BSG) to Area Support Group-Afghanistan (ASG-A)” (영어). ASG-A Facebook. 2016년 10월 15일. 2019년 3월 29일에 확인함.